# 113256 Prüm
113256 Prüm è un asteroide della fascia principale. Scoperto nel 2002, presenta un'orbita caratterizzata da un semiasse maggiore pari a 2,7935897 UA e da un'eccentricità di 0,1457478, inclinata di 5,58387° rispetto all'eclittica.